# Рене Б'янкі (велогонщик)
Рене Б'янкі (фр. René Bianchi, 20 травня 1934) — французький велогонщик.
Срібний призер Олімпійських Ігор 1956 року в командній гонці переслідування.